# 巴爾塔薩爾布魯姆
30°43′0″S 57°20′0″W / 30.71667°S 57.33333°W
巴爾塔薩爾布魯姆（西班牙語：Baltasar Brum），是烏拉圭的城鎮，位於該國北部，由阿蒂加斯省負責管轄，距離托馬斯戈門索羅36公里、貝亞烏尼翁63公里，海拔高度145米，2011年人口2,531。该城镇得名于乌拉圭总统巴尔塔萨尔·布鲁姆。

## 外部連結
- . República Oriental del Uruguay, Poder Legislativo. 1956  [3 September 2012]. （原始内容存档于2016年3月4日）.
- . INE. 2012  [25 August 2012]. （原始内容存档于2012-11-22）.
- (PDF). INE. 2012  [6 September 2012]. （原始内容存档 (PDF)于2012-11-05）.
- INE map of Baltasar Brum （页面存档备份，存于）